# 小夜曲
小夜曲（法語：Serenade）是一种源于爱情的歌曲，一般南欧人在夏日夜晚，用吉他或曼陀铃等简单的乐器伴奏，在恋人窗下唱的，以表达爱情，歌曲并没有固定的格式。后来成为一种在室外演奏的乐队形式，因为在室外演奏，常使用音量大的乐器，如各种号等。
小夜曲逐渐成为一种器乐曲形式，乐队一般比交响曲要更小型化。是一种欢快明朗，典雅质朴的如歌乐曲。海顿、莫扎特等人都写过小夜曲，尤其是莫扎特一生写过大量的著名小夜曲。此外舒伯特的歌曲作品中，也有不少例子。

## 辭源
在法語當中，小夜曲乃指夜晚音樂，辭根來自夜晚（soir，即義語sera）。

## 誤用
法語的Serenade經常與Serenata混淆，據定義後者為（一）田園風格，且舞台裝設較為簡要的清唱劇作品，或者（二）管弦樂或管樂的組曲作品，經常以一個進行曲樂章開始。前者的例子有韓德爾的《阿西斯與加拉蒂亞》（Acis and Galatea），後者則以莫扎特《哈夫納》小夜曲（Haffner，目錄第250號）為代表。